# Phytocoris vinaceus
Phytocoris vinaceus är en insektsart som beskrevs av Van Duzee 1917. Phytocoris vinaceus ingår i släktet Phytocoris och familjen ängsskinnbaggar. Inga underarter finns listade i Catalogue of Life.